# Dwór w Jasionie
Dwór w Jasionie – późnobarokowy dwór z końca XVIII wieku znajdujący się w Jasionie w gminie Zbrosławice; współcześnie ruina. Wpisany do rejestru zabytków województwa śląskiego.

## Historia
Dwór w Jasionie ufundowany został w 1799 roku przez Maksymiliana Fragsteina oraz jego żonę Franciszkę Tluck. W 1880 wokół dworu założono park o powierzchni ok. 2 ha; do dziś znajduje się w nim pomnikowy dąb czerwony o obwodzie 358 cm.
Posiadłość została uszkodzona podczas działań wojennych w 1945 roku, gruntownie wyremontowana w 1954. W czasach tzw. Polski Ludowej wykorzystywana przez miejscowe państwowe gospodarstwo rolne. Od końca lat 80. XX wieku dwór jest opuszczony i popadł w ruinę.

## Architektura

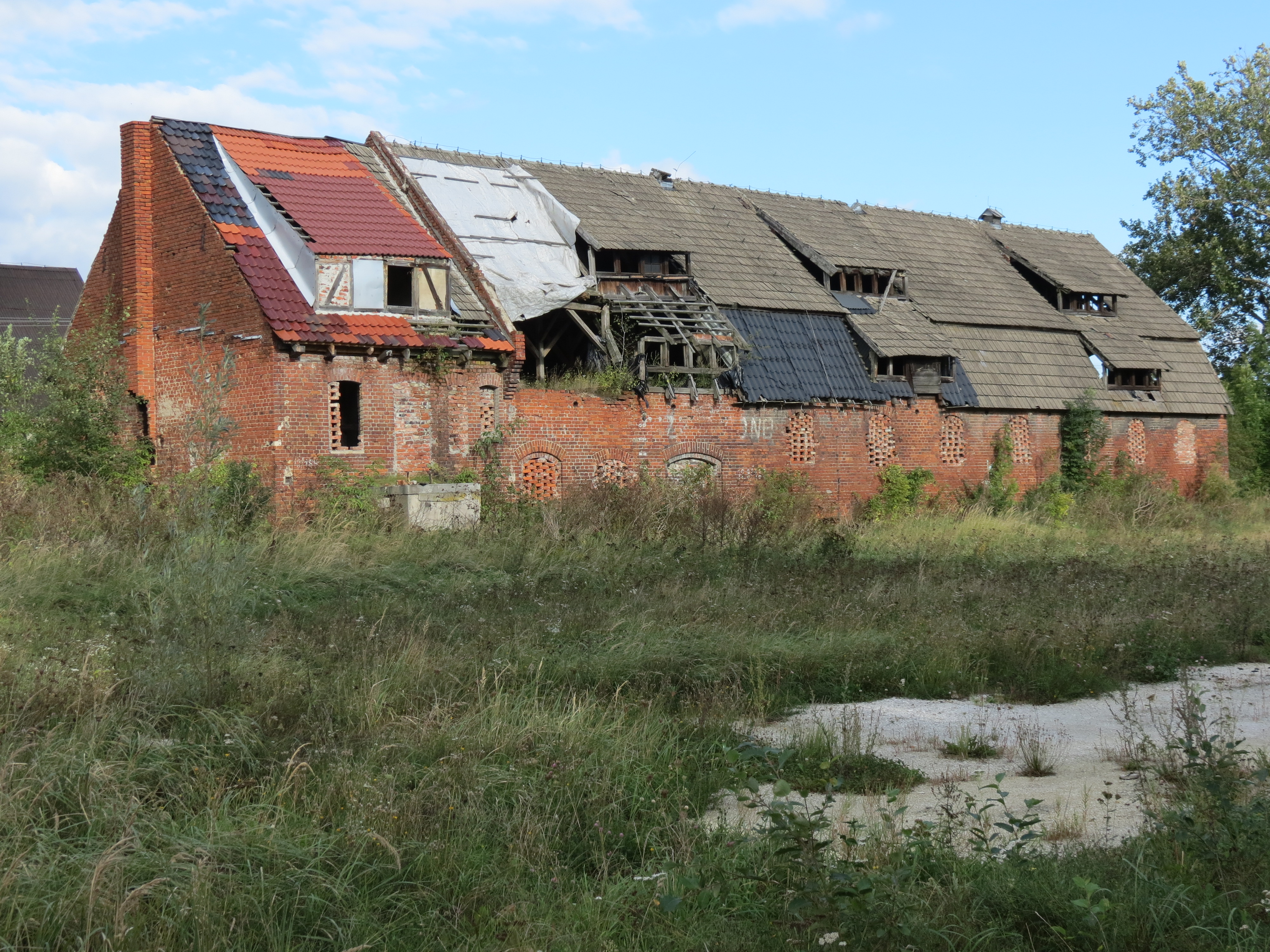
Ruiny zabudowań gospodarczych w pobliżu dworu (2012)

Budynek wybudowany w stylu późnego baroku z klasycystycznymi detalami. Murowany z cegły, potynkowany, wzniesiony na rzucie prostokąta, dwukondygnacyjny, częściowo podpiwniczony, nakryty był mansardowym dachem z wystawkami
Elewacja frontowa siedmioosiowa, z centralnym dwukondygnacjowym ryzalitem, w którym na parterze znajdował się przedsionek, zaś na piętrze kaplica. W elewacji tylnej również obecny ryzalit na osi, przekształcony w wyniku przebudowy w 1954. Układ wnętrz również zmieniony w czasach PRL-u. We wnętrzach obecne były elementy klasycystycznej stolarki. Nad wejściem znajdowała się żeliwna płyta z herbem Fragsteinów i datą budowy; w połowie XX wieku zastąpiona wizerunkiem gołąbka pokoju i datą 1954.
Obecnie dwór jest ruiną pozbawioną dachu, stropów oraz wewnętrznych ścian działowych. Z dawnych zdobień elewacji zachowały się jedynie fragmenty kanelowanych lizen w narożnikach oraz prostokątnych obramowań otworów okiennych. Ruinę otacza zaniedbany park oraz zniszczone budynki dawnego folwarku.